# Haroun Kabadi
Haroun Kabadi (ur. 29 kwietnia 1949 w Dindjebo) – czadyjski polityk, premier Czadu w latach 2002–2003.
Należy do Partii Ocalenia Narodowego. Od stycznia do lipca 1998 piastował stanowisko ministra komunikacji i rzecznika rządu. Następnie kierował Cotonchad, firmą handlującą bawełną. Przez rok sprawował funkcję premiera; zemdlał podczas wygłaszania swojego exposé, oficjalnie z powodu wysokiego ciśnienia krwi. W kwietniu 2007 powołany na stanowisko ministra rolnictwa, którym był do 2008. Od 2008 do 2012 roku pełnił stanowisko prezydenta swojej partii. W lutym 2011 wybrany do Zgromadzenia Narodowego, od czerwca 2011 pełni funkcję jego przewodniczącego.
W październiku 2021 r. Haroun Kabadi został mianowany przewodniczącym Tymczasowej Rady Narodowej, tymczasowego parlamentu powołanego przez rządzącą juntę po śmierci Idriss Déby w kwietniu 2021 r..